# M2010

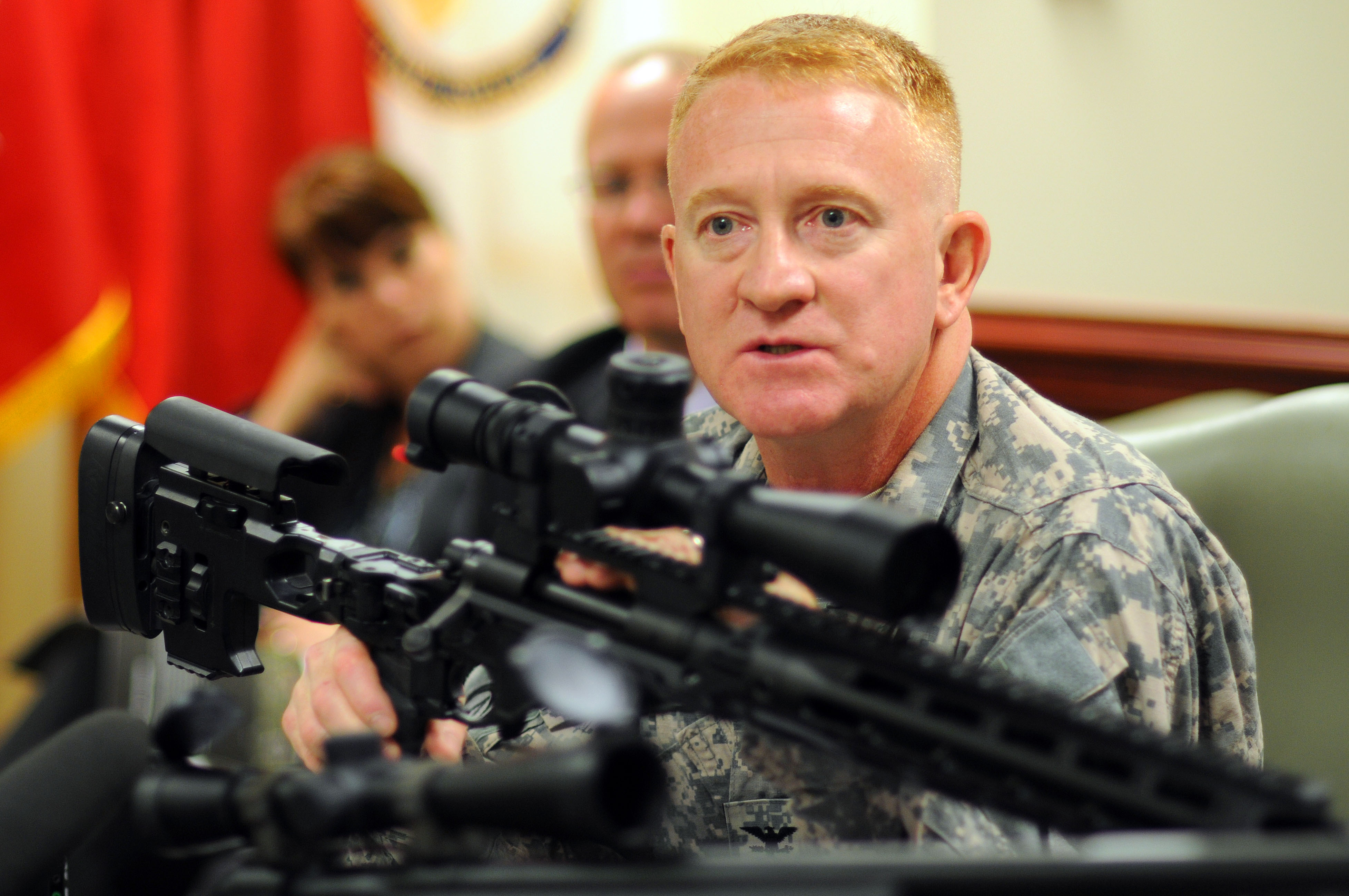
Полковник Дуглас Тамильо, руководитель проекта XM2010

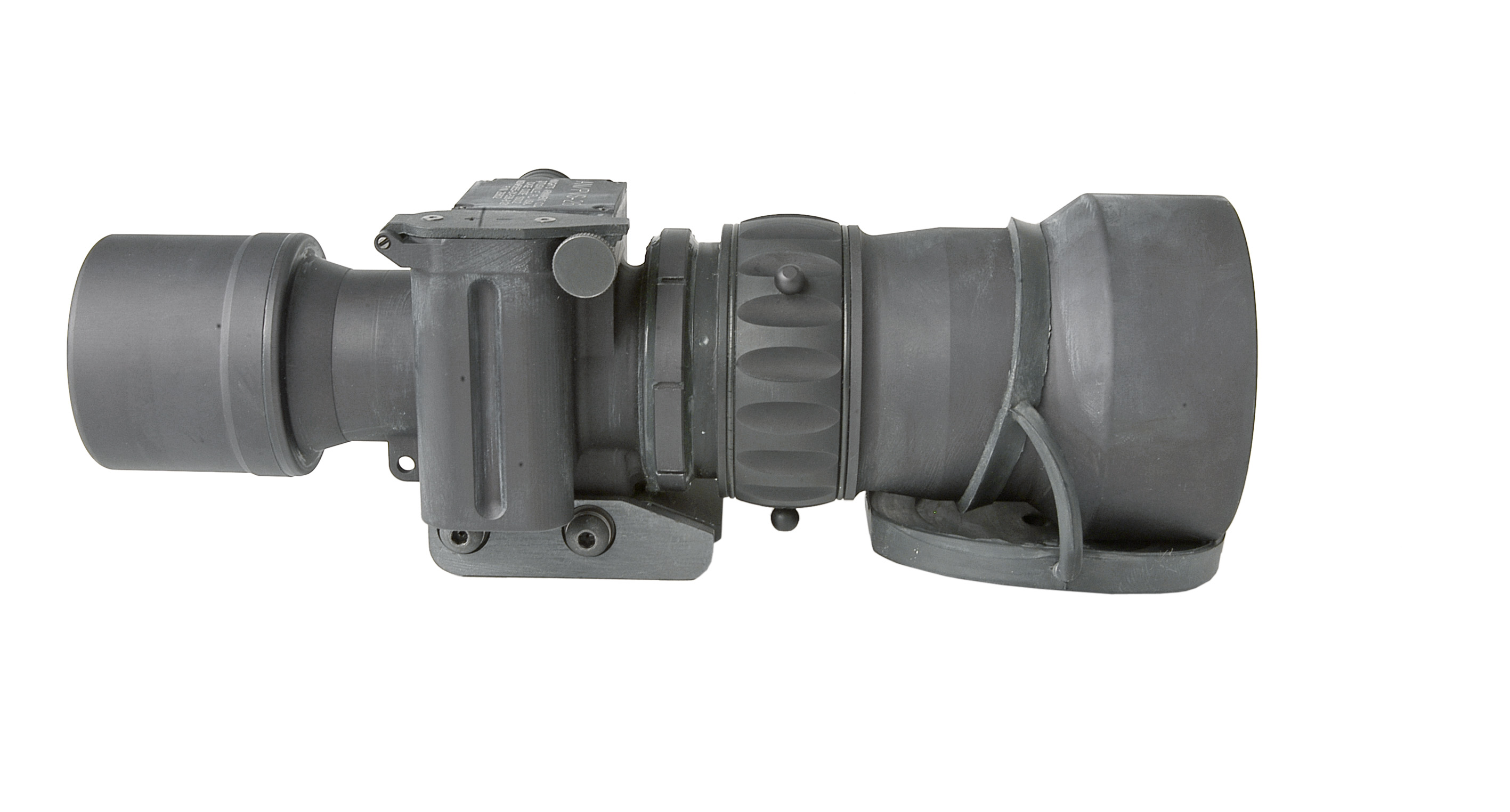
AN/PVS-29 Clip-on Sniper Night Sight. Навешивается впереди стандартного оптического прицела.

M2010 — снайперская винтовка, разработанная компанией PEO Soldier для армии США (ранее также известная под наименованием M24 Reconfigured Sniper Weapon System). Предназначена для замены снайперской винтовки М24.
Представляет собой модернизацию снайперской винтовки М24 до уровня M24E1 с учётом опыта, полученного в ходе боевых действий в Афганистане. Контракт на изготовление 3600 винтовок был заключён в сентябре 2010 года Однако позже руководитель проектов оснащения армии — полковник Дуглас Тамильо сообщил, о том что поставки винтовок M2010 возобновят в январе 2011 года.
M2010 отличается от М24 тем, что боеприпасы .300 Winchester Magnum (7,62×67 мм) обеспечивают приблизительно 50 % дополнительной эффективной дальности стрельбы относительно 7,62×51 мм НАТО. Руководство сухопутных войск США надеется, что преимущества нового боеприпаса помогут их снайперам в горной и пустынной местностях. Основным недостатками использования более крупных и мощных боеприпасов Магнум, по сравнению со стандартными винтовочными патронами, являются увеличение отдачи, яркости вспышки, веса боезапаса и бо́льший износ канала ствола.

## Конструкция
Отличия конструкции М2010 от винтовки M24 заключаются в следующем:
- патрон .300 Winchester Magnum;
- ствол 610 мм в длину;
- металлическое шасси вместо полимерной ложи для повышения жёсткости и увеличения модульности конструкции;
- улучшенная эргономика, обеспечивающая бо́льшее удобство пользования. Складной приклад облегчает транспортировку, а планки Пикатинни позволяют монтаж принадлежностей;
- винтовка оснащена пятизарядным магазином;
- дульный тормоз с глушителем Titan-QD для уменьшения отдачи и шума от выстрела;[10]
- применение современных антикоррозионных покрытий во всей системе;
- оснащён оптическим прицелом Leupold Mark 4 6.5-20×50mm ER/T M5 диаметром 30 мм и также дополнительно оснащается снайперским ночным прицелом AN/PVS-30 Clip-on Sniper Night Sight;[11][12][13][14]

В соответствии с правилами Remington Arms, каждая винтовка проверяется на соответствие точности огня ≤ 1 MOA (точность попадания в окружность диаметром менее 2 дюйма (5,08 см) на расстоянии 200 ярдов (182,88 метра)) прежде чем быть выпущенной.

## Боеприпасы
В 2009 году правительство США приобрели боеприпасы MK 248 MOD и MOD 1 .300 Winchester Magnum для использования в снайперских винтовках U.S. Navy Mk.13 SWS или в модернизированных M24 SWS. По данным ВМС США эти патроны должны увеличить максимальную дальность выстрела винтовки на 1370 метров, снизить отклонение полёта пули на ветру и иметь пониженную яркость вспышки при выстреле, которая остаётся в масштабах диапазона рабочих температур от −32 °С до 74 °С. Согласно JBM Ballistics, использующей баллистический коэффициент G7 предусмотренный Брайаном Литцем, при обычной стрельбе MK 248 MOD 1 .300 Winchester Magnum номинальная скорость пули достигает 869 м/с. На расстояние 1286 метров в стандартной атмосфере на уровне моря (плотность воздуха ρ = 1,225 кг/м³), скорость пули станет равной скорости звука. То есть, прогнозируемый выстрел возможен до ~1100-1200 метров.

## На вооружении
- США[5] — контракт на поставку винтовок заключён в сентябре 2010 года, первые 200 шт. направлены на испытания в войсковые части в декабре 2010 года, всего в 2011—2015 гг. для вооружённых сил США должно быть поставлено 3600 шт., сумма контракта составляет 28 млн долларов США[19], т.е. стоимость 1 винтовки для армии США составила ~ 7 800 $ . Вместе с винтовками на вооружение принят глушитель Titan-QD[20]

## Галерея

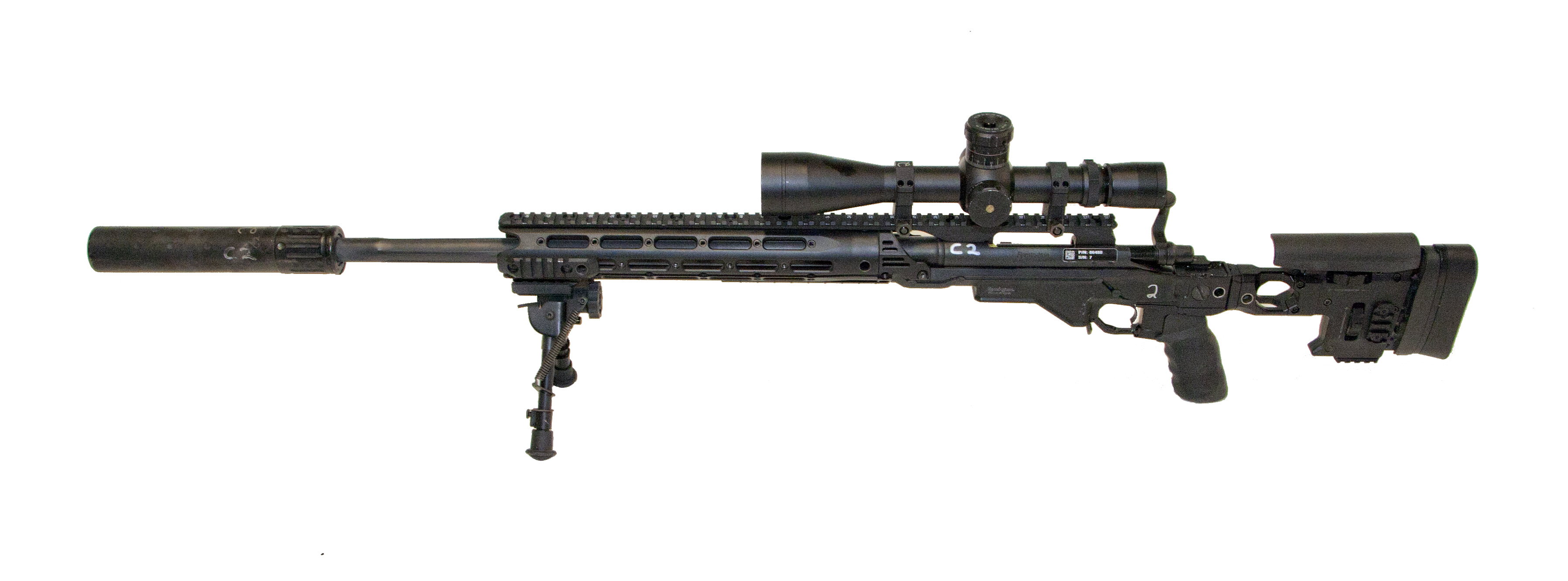
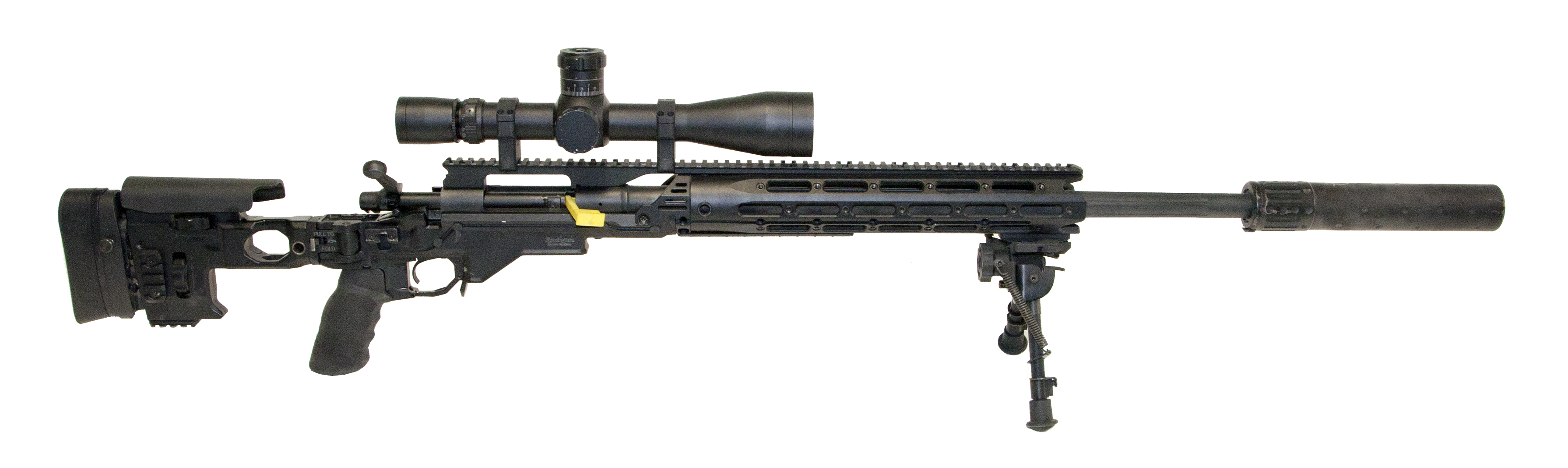
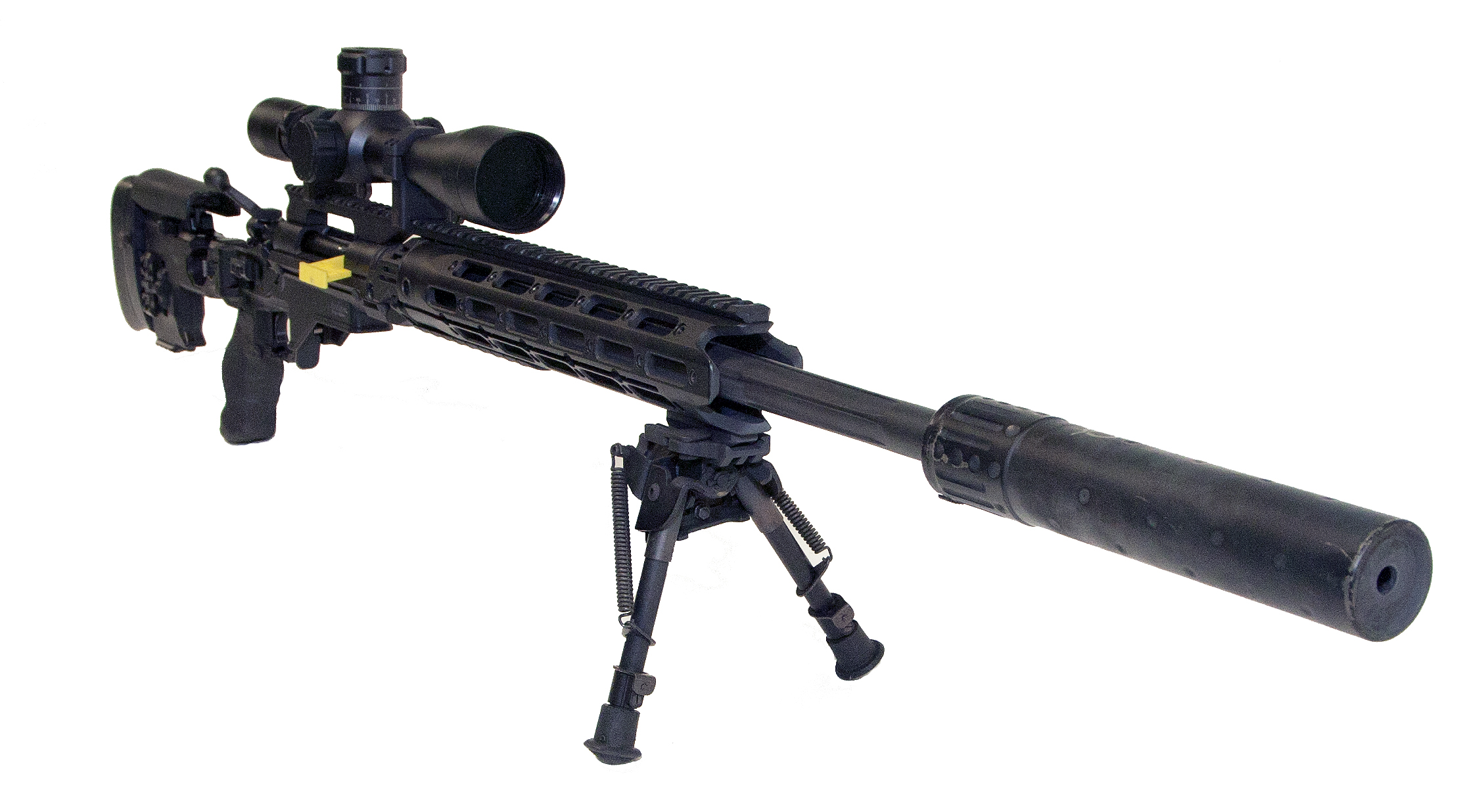
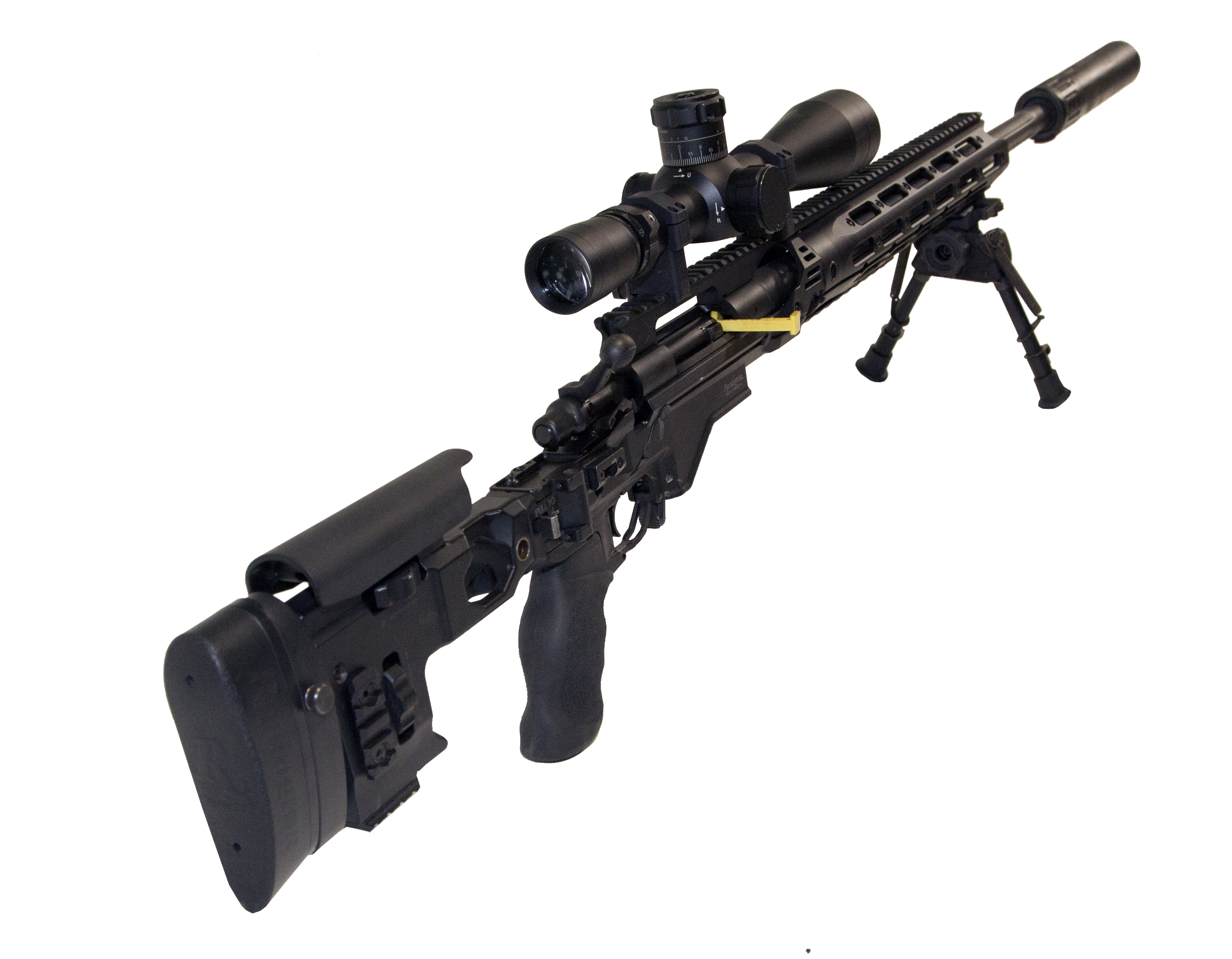
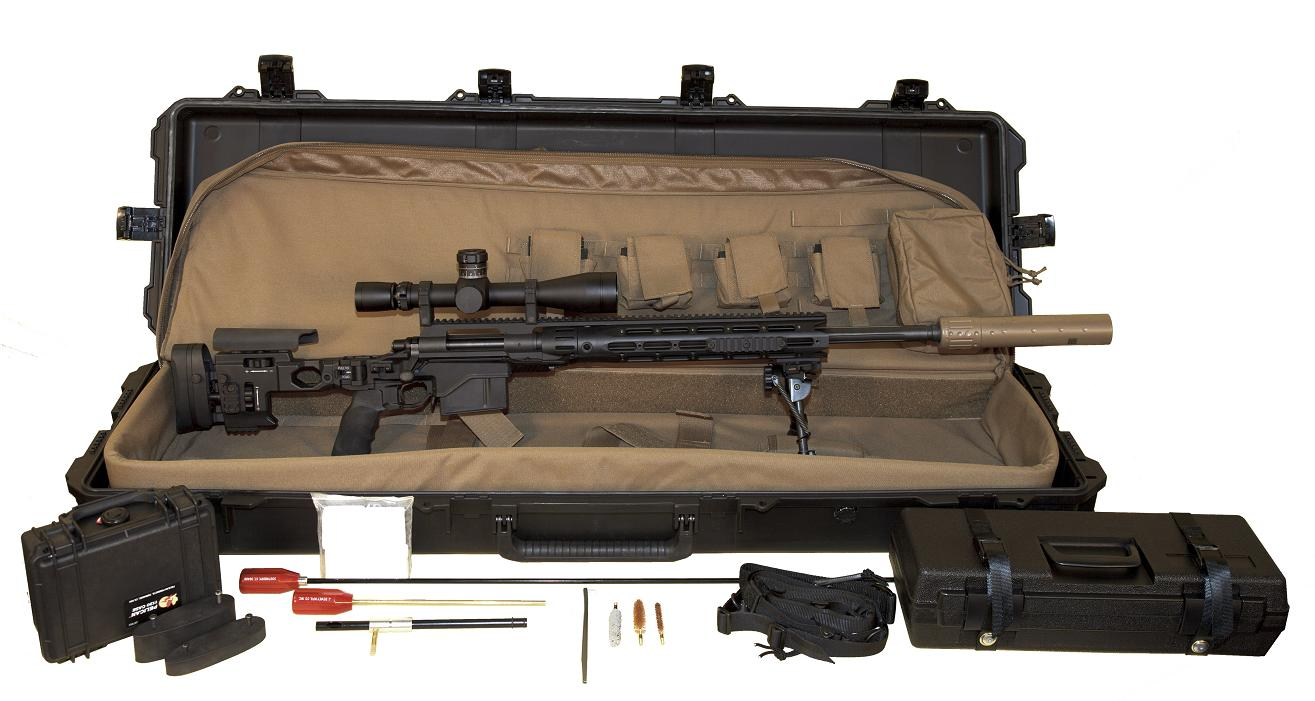
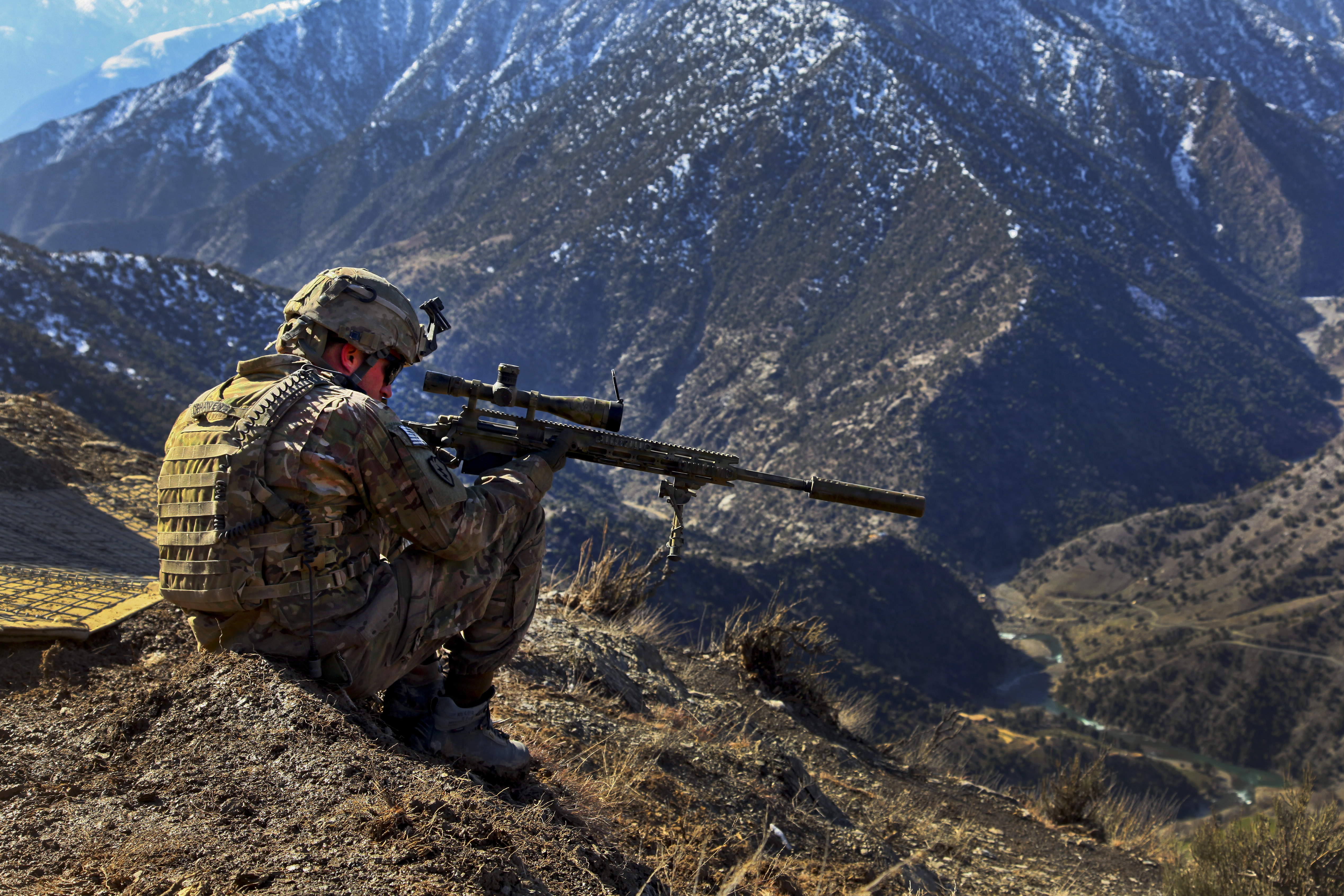